# Noé (filme)
Noé (em inglês:  Noah) é um filme épico norte-americano de 2014, dirigido por Darren Aronofsky, com Russell Crowe como o personagem título. Adaptado da história bíblica da Arca de Noé, o mundo é devastado pelo pecado do homem e Noé é chamado por Deus para construir uma arca e abrigar todos os animais e sua família, de um dilúvio que promete destruir toda a Terra.
Juntamente com Crowe, estrelam também Anthony Hopkins como Matusalém; Jennifer Connelly como a esposa de Noé, Noéma; Douglas Booth como o filho mais velho, Sem; Logan Lerman como o mais novo, Cam; Emma Watson como a adotiva Ila e Ray Winstone como o arquiinimigo Tubalcaim.
Apesar de controverso o filme foi muito elogiado pela direção, performances, partitura musical, cinematografia, efeitos visuais e os temas abordados.

## Enredo
Ainda jovem, Noé vê seu pai, o líder tribal Lameque, ser morto por um jovem Tubalcaim (descendente de Caim). Muitos anos depois, um Noé adulto está morando com sua esposa Noéma e seus filhos Sem, Cam e Jafé. Após ver uma flor crescer instantaneamente e ter pesadelos em que presenciava uma grande inundação, Noé leva-os a visitar seu avô Matusalém.
No caminho encontram cadáveres de pessoas que haviam morrido recentemente em um massacre e adotaram a única sobrevivente, uma menina chamada Ila. Ila é tratada de uma ferida abdominal grave e sobrevive, mas Noéma lhe diz que devido a ferida não poderá ter filhos. Noé e sua família são perseguidos pelos assassinos e buscam refúgio com os anjos caídos conhecidos como "Guardiões", cujo no território é onde vive Matusalém. Os Guardiões foram confinados na Terra como golens de pedra por ajudar os seres humanos a serem banidos do Jardim do Éden (acontecimentos narrados no apócrifo Livro de Enoque).
Matusalém dá a Noé uma semente do Éden e diz a Noé que ele foi escolhido por um motivo. Noé entende então que Deus destruirá o mundo com um dilúvio e que ele pede que ele salve os inocentes - o que Noé entende serem os animais. Voltando à sua tenda naquela noite, Noé planta a semente no chão. Os Guardiões chegam na manhã seguinte e debatem se deviam ajudar Noé até verem água onde Noé plantou a semente. Uma vez que uma floresta cresce instantaneamente, os Guardiões concordam em ajudar Noé e sua família a construir uma arca.
Depois que os pássaros voam sob a Arca, o líder tribal Tubalcaim chega com seus seguidores e confronta-se com Noé. Noé desafia Tubalcain e observa que não há escapatória para a linhagem de Caim. Tubalcaim retira-se e decide construir armas de bronze para derrotar os Guardiões e tomar a arca. À medida que a arca se aproxima do fim da construção, animais de várias espécies entram na arca e são colocados para dormir com incenso.
Com Ila se tornando apaixonada por Sem, Noé vai a um assentamento próximo em busca de esposas para Cam e Jafé, mas ele testemunha que os colonos trocam suas filhas por comida, ele abandona seu esforço e começa a acreditar que o Criador quer toda a humanidade morta. De volta à arca, ele diz a sua família que ele não procurará esposas para seus filhos mais jovens. Noé conclui que após o dilúvio, eles serão os últimos humanos e não haverá novas gerações humanas.
Devastado ao acreditar que estarar sozinho em toda a sua vida, Cam corre para a floresta. Noéma implora a Noé para reconsiderar, quando ele não vai, ela vai a Matusalém para pedir ajuda. Mais tarde, na floresta, Ila encontra Matusalém que cura sua infertilidade. Enquanto isso, Cam, procura uma esposa por conta própria, Na'el.
Depois que começa a chover, Tubalcaim fica bravo que ele não foi escolhido para ser salvo e incita seus seguidores a correrem para a arca. Noé encontra Cam na floresta e força Cam a se salvar, mas deixa que Na'el morra quando é apanhada em uma armadilha de animais que um dos pecadores havia deixado. A família de Noé entra na arca, exceto por Matusalém, que permanece na floresta e é varrido pelas águas logo após ele ter encontrado bagas para comer. Os Guardiões afastam Tubalcaim e seus seguidores o maior tempo possível, sacrificando-se para proteger a arca da multidão antes de ascender ao céu, sua recompensa por ajudar Noé. À medida que a inundação afoga os humanos restantes, um Tubalcaim ferido sobe na arca e provoca Cam, jogando com a raiva em relação a Noé por permitir que Na'el morresse.
Ila descobre que está grávida quando a chuva termina e pede ao Criador que deixe a criança viver. Noé interpreta o fim da chuva como significado de que ele deveria garantir a extinção dos humanos, contra os protestos de sua esposa, resolve que, se a criança for uma menina - que poderia se tornar uma nova mãe para a humanidade - ele a matará no nascimento. Os meses passam, e Ila e Sem criam uma jangada para escapar da resolução de Noé, mas Noé descobre e a queima. Ila então começa a sentir trabalho de parto e dá à luz garotas gêmeas. Tubalcaim decide aproveitar a hostilidade que todos mostram em direção a Noé para agir. Ele abate um animal para atraí-lo e confronta-o. Ele ataca Noé quando Tubalcaim cai no chão apenas para ser nocauteado. Tubalcaim eventualmente força Noé até a beira da jangada. A luta dura muito tempo sob os olhos indecisos de Cam, dividido entre seu ódio e seu apego ao pai. Ele acaba entendendo que Tubalcaim é ruim e o golpeia até a morte. Noé se levanta e imediatamente vai ao encontro de Ila e dos bebês. Ele é confrontado com sua esposa que mente e diz que era um menino, mas ele não acredita nela. Ele vai encontrar Ila em cima da arca, ela chora e diz a ele para esperar para matá-los até que ela possa acalmá-los, pois não quer que eles morram chorando. Noé se prepara para esfaquear os gêmeos de Ila, mas ele os poupa olhando suas netas e só sente amor.
Alguns meses depois, quando a Terra secou, Noé, vive longe de sua família numa caverna onde ele afoga seu remorso no vinho. Cam expressa decepção para o estado atual de seu pai de embriaguez e nudez impróprio antes de deixar sua família para viver sozinho. Antes de partir ele visita Noé e o convence de que ao invés de odiar a humanidade para guiá-la para que ela não repetisse os mesmos erros. Tendo reconciliado a pedido de Ila, Noé abençoa a família como o início de uma nova raça humana e todos testemunham imensos arco-íris celestiais.

## Elenco
- Russell Crowe como Noé[5]
- Jennifer Connelly como Noéma, a esposa de Noé[6]
- Anthony Hopkins como Matusalém, avô de Noé[7]
- Emma Watson como Ila, filha adotiva de Noé[8]
- Logan Lerman como Cam, filho de Noé[9]
- Douglas Booth como Sem, filho de Noé[9]
- Leo McHugh Carroll como Jafé, filho de Noé
- Kevin Durand como Ogue[10]
- Dakota Goyo como o jovem Noé[10]
- Ray Winstone como Tubalcaim, descendente de Caim e inimigo de Noé[11][12]
- Marton Csokas como Lameque[13][14]
- Madison Davenport como Na'el, a esposa de Cam[15]
- Mark Margolis como Shemihazah, um anjo caído[16][17]
- Adam Griffith como Adão
- Ariane Rinehart como Eva
- Finn Wittrock como Tubalcaim (jovem)

## Recepção
No website agregador de criticas Rotten Tomatoes, Noé possui a avaliação em 77%, baseado num total de 204 críticas.

### Controvérsias
Apesar do fato de que a equipe de produção tinha assegurado várias vezes que este filme não era um filme bíblico, mas uma livre adaptação do texto original, muitos cristãos, em sua maioria protestante, mas também católicos e muçulmanos, ficaram indignados com o lançamento do filme; principalmente pelo estilo semelhante a fantasia heroica, e pelos temas controversos, como o dos anjos caídos, utilizando a versão do livro apócrifo de Enoque.

### Críticas judaicas
O rabino Shmuley Boteach, um judeu ortodoxo, aclamou Noé como "um filme valioso, especialmente para os nossos tempos".
Para criar "uma história que tenta explicar o relacionamento de Noé com Deus e o relacionamento de Deus com o mundo como se tornou", o diretor do filme, Darren Aronofsky, afirmou que estava trabalhando na "tradição do Midrash judaico".

### Críticas cristãs
Apesar da boa recepção entre os judeus o filme tem sido objeto de controvérsia entre os cristãos, principalmente pela forma como a história foi retratada. Ken Ham e Ray Comfort, ambos pertencentes ao grupo Criacionismo da Terra Jovem, criticaram o filme. Ray criou o seu próprio documentário, Noé e o Último Dias, como uma resposta ao filme. O diretor de Noé irritou muitos na comunidade religiosa ao afirmar que, a sua versão de "Noé" era um "filme bíblico menos bíblico de todos os tempos". Apesar de algumas referências ao "Criador", alguns não gostaram do filme porque Deus não é mencionado pelo nome. Jerry Johnson, presidente da National Religious Broadcasters, não gostou de descrição de Noé como o "primeiro ambientalista". Johnson chamou a "inserção da agenda ambiental extremista" do filme uma grande preocupação.

### Censura muçulmana
O filme foi proibido em Barém, Catar, Arábia Saudita, Emirados Árabes Unidos, Malásia e na Indonésia antes de seu lançamento, pois é visto pelos governos desses países contrário aos ensinamentos do Islã. Um representante da Paramount Pictures confirmou a notícia, dizendo "Os censores do Catar, Barém e Emirados Árabes Unidos confirmaram oficialmente esta semana que o filme não será lançado em seus “países”. O filme também foi reprovado pela Universidade de al-Azhar, no Egito uma vez que viola a lei islâmica e poderia "provocar sentimentos negativos dos crentes." Mohammad Zareef do Conselho Central de Censores de Filmes do Paquistão disse que o Conselho tende a afastar-se de filmes com um tema religioso, acrescentando: "Não o vimos ainda, mas não acho que ele pode ser exibido nos cinemas do Paquistão". No entanto, o lançamento do DVD estará disponível no Paquistão. Em muitas escolas jurídicas islâmicas, imagens de profetas como Noé são proibidas.